# Grazia Zafferani
Grazia Zafferani (San Marino, 31 dicembre 1972) è una politica sammarinese, capitano reggente della Repubblica di San Marino dal 1º aprile 2020 insieme a Alessandro Mancini.

## Biografia
Zafferani è nata a San Marino il 31 dicembre 1972. È sposata e ha quattro figli; ha frequentato la scuola media inferiore e due corsi di specializzazione in psicologia di vendita, e in preparazione e strategie di vetrinistica. È casalinga.
Componente del Consiglio Grande e Generale, nel marzo 2020 viene eletta per la prima volta Capitano reggente di San Marino per il semestre dal 1º aprile al 1º ottobre 2020.